# Dušan Plavšić mlađi
Dušan Plavšić bio je književnik i tajnik Hrvatskog kluba u Sarajevu. 
Plavšić je polemizirao s Matošem. U to je vrijeme bio tajnik Društva hrvatskih književnika. Objavljivao je u Mladosti kazališne bilješke.